# Charles Rothschild
Nathaniel Charles Rothschild (London, 9. svibnja 1877. – Ashton, 12. listopada 1923.), britanski bankar, entomolog i konzervacionist židovskog porijekla, član bogate bankarske obitelji Rothschilda.
Rodio se kao drugi sin i najmlađe dijete Nathana Mayera Rothschild (1840. – 1915.), prvog baruna Rothschilda i Emme Louise von Rothschild (1844. – 1935.), članice austrijske loze Rothschilda i rođakinje njegova oca. Njegov stariji brat Lionel Walter Rothschild (1868. – 1937.), drugi barun Rothschilda, nije ostavio muških potomaka, tako da je Charlesov sin Victor Rothschild (1910. – 1990.) naslijedio barunski naslov kao treći barun Rothschilda.
Školovao se u školi Harrow. Predsjedavao je londonskom bankom N M Rothschild & Sons u razdoblju od 1918. do 1923. godine i istaknuo se kao dobar upravitelj u financijskom sektoru. Međutim, njegovi životni interesi bili su izvan tog područja. Bavio se entomologijom i očuvanjem prirodnih staništa. Godine 1912. organizirao je sastanak na kojem se raspravljalo o njegovim radiklanim idejama očuvanja prirodnog okoliša, što je dovelo do osnivanja Royal Society of Wildlife Trusts, koje je potaknulo brigu za očuvanje prirodnih staništa u Ujedinjenom Kraljevstvu.
Bolovao je od kroničnog encefalitisa, zbog čega je počinio samoubojstvo 1923. godine.

## Privatni život
Oženio se s mađarskom barunicom Rozsikom von Wertheimstein (1870-1940) u Beču, 6. veljače 1907. godine i s njom je imao četvero djece:
- Miriam Louisa Rothschild (1908. – 2005.), prirodna znanstvenica
- Elizabeth Charlotte Rothschild (1909. – 1988.), poznata kao Liberty
- Nathaniel Mayer Victor Rothschild (1910. – 1990.), kasnije je postao treći barun Rothschilda
- Kathleen Annie Pannonica Rothschild (1913. – 1988.), kasnije poznata kao barunica Nica de Koenigswarter